# Västlig kilnäbb
Västlig kilnäbb (Psophodes occidentalis) är en fågel i familjen snärtfåglar inom ordningen tättingar.

## Utseende och läte
Västlig kilnäbb är en enfärgat grå knubbig fågel med mörk stjärt, vitt vingband och en liten framåtböjd tofs på huvudet. I flykten syns tydligt att stjärtspetsen är ljus. Näbben är kort och kraftig, mörkare hos adulta fåglar och ljusare hos ungfåglar. Arten är i stort sett identisk med östlig kilnäbb, men skiljer sig på det mycket högljudda och ofta upprepade lätet, återgivet "why-did-you-get-drunk".

## Utbredning och systematik
Fågeln förekommer i arida centrala Australien fram till västra kusten av Western Australia. Den behandlas som monotypisk, det vill säga att den inte delas in i några underarter.

## Status och hot
Arten har ett stort utbredningsområde, men tros minska i antal, dock inte tillräckligt kraftigt för att den ska betraktas som hotad. Internationella naturvårdsunionen IUCN listar arten som livskraftig (LC).